# 徳川おんな絵巻
『徳川おんな絵巻』（とくがわおんなえまき）は、江戸時代、徳川幕政下における全国の諸藩の奥向き（各藩の大奥にあたる）にまつわるストーリーを綴る連続時代劇テレビドラマ。
1話2回で完結が基本構成（1回で完結も若干あり）。「宇都宮城吊り天井」「加賀騒動」「妲己のお百」「榊原高尾」など各地の大名家の城を舞台にした事件や、『鏡山旧錦絵』『重乃井子別れ』など歌舞伎・人形浄瑠璃の演目を原作にした話など、各話とも藩主やその奥向きの話がほとんどであるが、必ずしも藩主とその正室・側室や奥向きの話が中心ではなく、また実在しない人物の登場や、関係した実在人物の生没時期が史実と異なるなど、史実の一部に逸話や創作部分を絡めた設定構成になっている。語り役は前半39回分が杉村春子、後半13回が村松英子。
フジテレビ系列で1970年10月から1971年9月に55分枠（本編+予告編部約48分）全52話で放映。『大奥』（1968年版）、『大坂城の女』に引き続き、大奥シリーズ3部作の最後の作品として関西テレビ・東映で製作された。この後「関西テレビ・東映製作時代劇」は火曜22:00に移動し、『江戸巷談 花の日本橋』→『忍法かげろう斬り』→『眠狂四郎』（田村正和主演版）を放送する。

## 各話紹介
※サブタイトルに続く（　）内はタイトル表記上の情報ではなく劇中設定からの補足説明
- 第1回　尾張公の遊女妻　（尾張藩徳川家編前編：享保-元文）
  - キャスト：藤純子（お春の方）、大出俊（徳川宗春）、高橋昌也（徳川吉宗）、山岸映子（おふく）、河内桃子（お勢津の方）、荒木道子（藤浪）、阿井美千子、内田朝雄（加納遠江守）、千葉敏郎（薮田助八）、高須賀夫至子（宗春の正室）、高原駿雄（千崎新平）、Wけんじ－東けんじ・宮城けんじ（職人）、森健二（海老屋宗十郎） 、野村昭子（宗十郎の女房）、加藤和夫（竹腰山城守）、原聖四郎（松平安芸守）、中村錦司（成瀬隼人正）、嵐冠十郎（幇間）、波多野博（同心）、須賀不二男（田宮図書）、小田真士（松平大学頭）、小山田良樹（松平播磨守）、杉村春子（語り）
- 第2回　女の生地獄　（尾張藩徳川家編後編）
- 第3回　いれずみ美女　（出雲国松江藩松平家編前編）
  - キャスト：倍賞美津子（お咲）、長門裕之（彫宗之）、川崎敬三（松平出羽守）、三上真一郎（清吉）、三條美紀（片岡）、葵三津子（八重の方）、小島恵子（そでの方）、松村康世（出羽守の正室）、杉村春子（語り）
- 第4回　炎の肌　（出雲松江藩松平家編後編）
- 第5回　お転婆娘の御殿奉公　（出羽国本庄藩六郷家前編：明和-文化）※鏡山旧錦絵
  - キャスト：美空ひばり（お初）、高田美和（お道の方）、伊吹吾郎（尾崎求女）、里見浩太朗（六郷政奉）、北城真記子（澤野）、加藤治子（近衛彰子）、南原宏治（蟹江一角）、河野秋武（片岡左吾衛門）、野口ふみえ（お律）、柴田美保子（小夜）、岡田千代（楓）、三浦徳子（柏木）、杉村春子（語り）
- 第6回　お初の仇討ち　（出羽本庄藩六郷家編後編）
- 第7回　お妾拝領仕る　（会津藩保科家編前編：元禄）
  - キャスト：中村玉緒（お紋の方）、天知茂（神尾新八郎）、中原早苗（お葉の方）、葉山良二（保科正容）、安部徹（牧原只左衛門）、万代峰子（玉井）、南美江（るい）、小笠原弘（小島庄兵衛）、伊沢一郎（川上郷左衛門）、原良子（お千代の方）、榊浩子（里江）、北町史郎（河合）、林彰太郎（伴）、杉村春子（語り手）
- 第8回　嫁地獄　（会津藩保科家編後編）
- 第9回　新入り女中大活躍　（遠州浜松藩水野家編前編：天保）
  - キャスト：江利チエミ（お里）、栗塚旭（水野忠邦、清七）、佐々木愛（志摩の方）、清川虹子（せい）、名和宏（島津斉興）、真屋順子（藤乃）、大塚道子（村岡）、長谷川待子（槇の方）、高野ひろみ（お花）、沢淑子（浜尾） 、中千鳥（お光）、渡辺弥生（おみち）、矢奈木邦二郎（家老）、杉村春子（語り手）
- 第10回　女と男の決闘　（遠州浜松藩水野家編後編）
- 第11回　女は度胸で勝負する　（播州姫路藩→越後国村上藩→出羽国山形藩→奥州白河藩松平家編前編：寛永～元禄）
※設定上の変遷は史実と若干異なる
  - キャスト：浅丘ルリ子（お松の方）、緒形拳（吉田三十郎）、北竜二（松平直基）、三ツ矢雄二（松平直矩）、潮万太郎（種田勘五郎）、信欽三（本多筑後）、美川陽一郎（庄兵衛）、小高雄二（主膳）、城野ゆき（お光）、玉川伊佐男（島本弥三郎）、中台祥浩（沢本八兵衛） 、田代千鶴子（お品）、音羽久米子（とめ） 、山村弘三（小松屋）、西山辰夫（柳沢吉保）、広瀬義宣（徳川綱吉）、杉村春子（語り手）
- 第12回　女のいくさ　（奥州白河藩松平家編後編）
- 第13回　白鷺城の若き獅子　（播州姫路藩榊原家政岑編前編：享保年間）※榊原高尾
  - キャスト：石坂浩二（榊原政峰）、毛利菊枝（月光院）、尾崎奈々（お菊）、谷口香（浦路）、志村喬（飯倉兵庫）、木暮実千代（月蓮院）、遠藤辰雄（笹原伝次郎）、月丘夢路（貞心院）、藤代佳子（志津）、北村英三（広屋）、林真一郎（早川高之進）、杉村春子（語り手）
- 第14回　永遠の初夜　（播州姫路藩榊原家編後編）
- 第15回　幻の姦通　（加賀藩前田家編前編：元文）※加賀騒動
  - キャスト：岡田茉莉子（お貞の方）、田村高廣（大槻内蔵允）、伊藤幸子（お伊与の方）、山形勲（前田吉徳）、八木昌子（藤枝）、福田公子（玉笹）、見明凡太朗（前田土佐守）、原健策（本多安房守）、根岸明美（浅尾）、本山可久子（お多見の方）、高宮克弥（前田宗辰）、森本隆（前田重熙）、北林谷栄（狂女）、杉山昌三九（前田修理）、堀正夫（横山大和守）、那須伸太郎（前田図書）、高寺正（幼少の宗辰）、赤松志乃武（幼少の重熙）、杉村春子（語り）
- 第16回　愛と野望と　（加賀藩前田家編後編）
- 第17回　十八年目の浮気 （信州小諸藩牧野家編前編：慶應）
  - キャスト：森光子（於徳）、伊藤雄之助（松井郡兵衛）、近衛十四郎（中沢半次郎）、山波宏（新之助）、大原麗子（お市）、石井富子（お島）、河上一夫（花沢喜兵衛）、北村英三（小諸屋忠兵衛）、春日章良（三ッ岡伊三郎）、葵美津子（お静）、 天王寺虎之助（桜井甚兵衛）、沢村昌之助（室田助八）、杉村春子（語り）
- 第18回　女上位の天国 （信州小諸藩牧野家編後編）
- 第19回　可愛い悪魔　（出羽国久保田藩佐竹家編前編）※妲己のお百
  - キャスト：野川由美子（お百）、江原真二郎（中川采女・鶴吉）、高原駿雄（新助）、仲谷昇（佐竹義尚）、加藤博子（久姫）、角梨枝子（玉笹）、園千雅子（お久）、河津清三郎（佐竹義山）、山本麟一（火柱の由蔵）、加藤博子（初音の方）、武智豊子（お熊）、山田桂子（お初）、美松艶子（小芳）、曽我廼家五郎八（善兵衛）、石山健二郎（天満屋徳兵衛）、加藤嘉（大越甚左衛門）、上本薫（佐竹義直）、杉村春子（語り）
- 第20回　呪われた恋　（出羽国久保田藩佐竹家編後編）
- 第21回　雪サこんこん　（遠州掛川藩→奥州棚倉藩松平家編前編：天明年間）
※史実で天明年間に掛川藩→棚倉藩に転封になったのは他の大名。史実の松平武元（読み名はたけちか）は館林藩→棚倉藩→館林藩で天明期前に没し、劇中設定とは異なり田沼意次とも老中在任後半期は協力関係にあった。
  - キャスト：川口晶（よね）、あおい輝彦（松平武元）、清水まゆみ（お倫）、大出俊（松平定信）、城野ゆき（お倫の方）、桑山正一（儀十）、東恵美子（花岡）、松村康世（尾上）、長島隆一（内藤外記）、吉川雅恵（しげ）、杉村春子（語り）
- 第22回　さいはての花開く　（遠州掛川藩→奥州棚倉藩松平家編後編：天明年間）
- 第23回　年上の佳人　（伊予国松山藩蒲生家編前編：寛永10年）
  - キャスト：八千草薫（菊重の方）、田村正和（一柳直文）、北村和夫（一柳直人）、加藤嘉（松平忠矩）、高杉早苗（幾野）、八木昌子（お波）、川畑佳子（お紋）、三浦真弓、杉村春子（語り）
- 第24回　白昼の逃亡　（伊予国松山藩蒲生家編後編）
- 第25回　仮面の女　（下野国宇都宮藩本多正純編前編）※宇都宮吊り天井事件
  - キャスト：加賀まりこ（花野）、佐藤慶（本多正純）、中山仁（山口新八郎）、村松英子（律子）、夏目俊二（土井大炊頭）、五十嵐義弘（徳川家光）、村上冬樹（棟梁）、天草四郎（春木屋）、勝部演之（天童左源太）、伊達三郎（河村靭負）、利根はる恵（滝山）、宮口二郎（榊玄蕃）、杉村春子（語り手）
- 第26回　悪霊の城　（下野国宇都宮藩本多正純編後編）
- 第27回　花嫁学校　（豊前国小倉藩小笠原家編前編：天保年間）
  - キャスト：上月晃（おたね）、中尾彬（南市郎太）、石浜祐次郎（泉信道）、田代信子（山野）、神山繁（緒方洪庵）、小林芳宏（仙吉）、田中春男（豊前屋茂左衛門）、桜むつ子（およし）、荒木雅子（おばさん）、林彰太郎（殿様）、夏川かほる（お藤）、谷口完（前原玄斎） 、汐路章（玄関番）、杉村春子（語り手）*第28回　恋を追う女　（豊前国小倉藩小笠原家編後編）
- 第29回　浮世絵の女　（武蔵国川越藩松平家編前編：文化年間）
  - キャスト：朝丘雪路（お雪）、大信田礼子（お波）、中村扇雀［現・坂田藤十郎］（松平直恒）、津川雅彦（歌川春衛）、南原宏治（大雅堂）、入川保則（惣八）、沢淑子［任田順好］（おまさ）、那須伸太朗（乾又三郎）、水上竜子（おしの）、杉村春子（語り手）
- 第30回　情事の秘密　（武蔵国川越藩松平家編後編）
- 第31回　嵐の中の女　（近江国彦根藩井伊家編）
  - キャスト：三田佳子（珠）、高橋幸治（田崎伸太郎）、今井健二（遠藤喜一郎）、目黒祐樹（遠藤喜四郎）、中村錦司（遠藤喜左衛門）、河野秋武（長山右膳）、音羽久米子（せい）、松井加容子（田崎きぬ）、関根永二郎（井伊直定）
- 第32回　美しき女教師　※会津戦争
  - キャスト：南田洋子（中野竹子）、中村竹弥（西郷頼母）、葉山葉子（優子）、葉山良二（松平容保）、花里ゆかり（由布子）、浅香春彦（新之丞）、柿沼真二（文之進）、小林芳宏（中野菊之助）、北条清（田辺達之助）、野口ふみえ（英子）、夏目俊二（九条道孝）、小田部通麿（中島信行）
- 第33回　戦場のなでしこ隊
- 第34回　母恋い三度笠
  - キャスト：淡島千景（お歌）、橋幸夫（磯の源太）、岩井友見（小雪）、天津敏（蜂須賀刑部）、松村康世（お市）、香月京子（千草）、宮崎美恵子（蜂須賀鶴松）、志摩靖彦（松平頼義）、長沢純（寅次郎）、北村英三（村田孫右ヱ門）、杉村春子（語り手）
- 第35回　涙の祭り囃子
- 第36回　姫君と用心棒
  - キャスト：松原智恵子（千賀姫）、入川保則（神保弥太郎）、雷門ケン坊（仁吉）、三島ゆり子（文字栄）、遠藤辰雄（長次）、有馬昌彦（徳川斉順）、平参平（質屋の親爺）、山村弘三（源造）、榊浩子（お槙）、浅川美智子（お春）、杉村春子（語り手）
- 第37回　まぼろしの恋
  - キャスト：十朱幸代（おしの）、伊吹吾郎（新三郎、実は池田斉訓）、森川信（留造）、財津一郎（清吉）、山岸映子（おさと）、入江慎也（道竜）
- 第38回　子供がいっぱい
  - キャスト：林美智子（松野みつ）、松方弘樹（吉村浩太郎）、大友柳太朗（松野伊兵衛）、高橋長英（細川重賢）、加賀爪芳和（ゲン）、雷門ケン坊（伝次）、島村昌子（お仙）、高野真二（上田治助）、杉村春子（語り手）
- 第39回　みなしごたちの太陽
- 第40回　女相続人の恐怖
  - キャスト：山本陽子（小夜）、中山仁（桜井進一郎）、土屋嘉男（文三）、弓恵子（おせい）、勝部演之（清次郎）、志摩靖彦（三州屋茂兵衛）、穂積隆信（三右衛門）、池田忠夫（篠原仲兵衛）、稲野和子（おみち）、村松英子（語り手）
- 第41回　闇に光る眼
- 第42回　怨霊おはぐろどぶ
  - キャスト：野川由美子（おしの、おいと）、栗塚旭（信三）、杉山昌三九（大村屋卯兵衛）、北村英三（喜右衛門）、荒木雅子（お辻）、汐路章（嘉平次）、大木晤郎（松井左内）、藤原釜足（竹造）、国睦子、川合伸旺（土屋寛直）、堀正夫、村松英子（語り）
- 第43回　呪いの剃刀
- 第44回　復讐の女豹
  - キャスト：安田道代（千鶴）、杉良太郎（霞の小太郎）、長門勇（鷹取左太夫）、田口計（雲見の夜叉丸）、長島隆一（板倉）、宮口二朗（名張の猪十）、唐沢民賢（勘兵衛）、古城門昌美（少女時代の千鶴）、市川裕二（研ぎ屋の老爺）、志賀勝（犬八）、川谷拓三（弥太蔵）、志茂山高也、河村有紀（夕霧太夫）、村松英子（語り）
- 第45回　姿なき殺人
- 第46回　生きていた霊魂
  - キャスト：水野久美（おえん、霧姫）※当初は小川眞由美の予定。　佐藤慶（遊行僧）、田村奈巳（お広）、天田俊明（酒井忠稠）、松井加容子（お関）、上岡紀美子（おみね）、須藤健、佐々木孝丸（篠塚采女）、榊浩子（さかき）、那須伸太郎（使番）、川谷拓三（近習）、三枝啓子（お啓）、村松英子（語り）
- 第47回　呪われた美女
- 第48回　鬼火ヶ淵の精
  - キャスト：天知茂（七尾正臣）、加賀まりこ（おりん） 、天本英世（徳丸）、外山高士（志賀刑部） 、宮内順子（歌野）、北町史郎（吉沢軍太夫）、平沢彰（地獄宿の男）、奈辺悟（源吉）、村田玉郎（吉沢の配下）、村松英子（語り）
- 第49回　悪魔の城
  - キャスト：武原英子（小萩）、村井国夫（伊丹左京勝守）、月丘夢路（北の丸様）、金田龍之介（伊村頼母）、阿井美千子（竹橋）、三浦徳子（夏江）、川浪公次郎、島田順司（佐田平四郎）、八木孝子（鶴瀬）、高野ひろみ（水尾）、松川純子（深雪）、阿木五郎（爺）、村松英子（語り）
- 第50回　霧の夜の恐怖
- 第51回　鬼門櫓の怪
  - キャスト：高田美和（津軽綾姫）、倉丘伸太朗（行広）、榊ひろみ（千草）、木暮実千代（芳雪院）、高井章子（おきく）、西山嘉孝（斉藤頼母）、田村保（金剛貞清）、榊浩子（おちか）、村松英子（語り）
- 第52回　影のない女
  - キャスト：古城都（小夜姫）、大出俊（友次郎、都築新之丞）、高森和子（お鶴）、岩田直二（岩城照常）、中村錦司（植坂右京）、川浪公次郎（酒井政秀）、村松英子（語り）

## 放映ネット局
※は遅れネット
- 関西テレビ（制作局）
- フジテレビ
- 札幌テレビ（当時は日本テレビとのクロスネット。再放送は北海道文化放送で放送）
- 青森放送※
- IBC岩手放送※（放送当時の社名は岩手放送）
- 仙台放送
- 秋田テレビ
- 山形テレビ
- 福島中央テレビ（1971年9月まではフジテレビとNETテレビのクロスネットで現在は日本テレビ系列。再放送は当時TBS系列にも加盟していた福島テレビで放送）
- 長野放送
- 山梨放送※
- テレビ静岡
- 新潟総合テレビ
- 富山テレビ
- 石川テレビ
- 福井テレビ
- 東海テレビ
- 日本海テレビ※（放映当時鳥取県域局）
- 山陰中央テレビ（放映当時の社名はテレビしまねで島根県域局）
- 岡山放送（放映当時岡山県域局）
- 広島テレビ（放映当時日本テレビとフジテレビのクロスネット。再放送はテレビ新広島で放送）
- テレビ山口（現在はTBS系列だが、放映当時はFNSにも加盟していた）
- 四国放送※
- 西日本放送※（放映当時香川県域局）
- テレビ愛媛
- 高知放送※
- テレビ西日本
- サガテレビ
- テレビ長崎
- テレビ熊本
- テレビ大分
- テレビ宮崎
- 鹿児島テレビ
- 沖縄テレビ

## ネット配信
- 2023年5月2日より、YouTube「東映時代劇YouTube」の「据置枠」で第1・2回が常時配信されている。